# هاف-لايف: أوبوزينغ فورس
هاف-لايف: أوبوزينغ فورس (بالإنجليزية: Half-Life: Opposing Force)‏ هي حزمة توسعية للُّعبة التصويب من منظور الشخص الأول هاف-لايف. اللُّعبة من تطوير غيربوكس سوفتوير، وفالف، ونشر سييرا إنترتينمنت. صدرت اللُّعبة لنظام التشغيل مايكروسوفت ويندوز في 19 نوفمبر 1999. كانت اللُّعبة هي التوسعة الأولى لـ هاف-لايف وتم الإعلان عنها في أبريل 1999. أشار مخرج اللُّعبة راندي بيتشفورد إِلى أنه تم إختيار غيربوكس سوفتوير لتطوير أوبوزينغ فورس لأن فالف، مبتكرو هاف-لايف، أرادوا التركيز على مشاريعهم المستقبلية. جلبت غيربوكس سوفتوير مُجموعة مُتنوعة من المواهب من مجالات مُتنوعة في صناعة ألعاب الفيديو للمساعدة في تعزيز جوانب مُختلفة من التصميم.
تبدأ قصَّة اللُّعبة في أماكن وأحداث هاف-لايف، ولكن بدلاً من ذلك تصور الأحداث من منظور أحد مشاة البحرية الأمريكية، وهو أحد الشخصيات العدوة في لُعبة هاف-لايف. تم إرسال شخصية اللاعب أدريان شيبارد، في مركز بلاك ميسا للأبحاث عندما تسبب حادث علمي في غزوها من قبل كائنات فضائية، ولكن سرعان ما اكتشف أن زملائهم من البحرية الأمريكية يتعرضون للهجوم من قبل عرق فضائي ثان.
أشاد النقاد بالُعبة أوبوزينغ فورس، ووصفها الكثيرون بأنها العنوان المعياري الجديد لحزم التوسيع. ومع ذلك، اعتقد مراجعون الآخرون أن اللُّعبة لا تزال تحتوي على العديد من الجوانب السلبية لحزم التوسعة الأخرى، على الرغم من أنها لا تزال تُعتبر إضافة استثنائية.

## أُسلوب اللعب
أوبوزينغ فورس هي لُعبة تصويب من منظور شخص أول. لا تختلف طريقة اللعب بشكل كبير عن لُعبة هاف-لايف. يجب على اللاعبين التنقل في مستويات اللُّعبة، ومحاربة الشخصيات المُعادية الغير قابلة للعب وحل مجموعة مُتنوعة من الألغاز للتقدم. تُواصل اللُّعبة أساليب هاف-لايف في سرد القصَّة. يرى اللاعب كُلَ شيء من خلال منظور البطل ويظل متحكمًا به في كُل أجزاء اللُّعبة تقريبًا. تتم نقل أحداث القصَّة من خلال استخدام التسلسلات النصية بدلاً من المشاهد المقطوعة. التقدم في عالم اللُّعبة مُستمر على الرغم من أن اللُّعبة مقسمة إلى فصول، فإن التوقفات المهمة الوحيدة هي عِندما تحتاج اللُّعبة إِلى تحميل الجزء التالي من البيئة. تتميز اللُّعبة أيضًا بتعدد اللاعبين الممتد، حيث تدمج البيئات والأسلحة الجديدة المختلفة في وضع الموت الأصلي المستخدم في هاف-لايف. بعد الإصدار تم إنشاء وضع جديد مع مُستويات وعناصر وتعزيزات إضافية.
يقاتل اللاعب بمفرده، ولكن يتم مساعدته أحيانًا من قبل شخصيات غير قابلة للعب. مثل حراس الأمن، والعلماء، يُساعدون أحيانًا اللاعب في الوصول إِلى مناطق جديدة ونقل المعلومات. وتضم أيضًا اللُّعبة زملاء البطل من مشاة البحرية الأمريكية الذين سيساعدونه في القتال بدرجة أكبر بكثير من حراس الأمن، والعلماء. يوجد ثلاثة أنواع من مشاة البحرية في اللثعبة: سيقدم الجندي الدعم الناري للاعب بمسدس رشاش، أو بندقية رشاش، أو مدفع رشاش، والمسعف القتالي قادر على شفاء اللاعب، والشخصيات الأخرى من غير اللاعبين، بينما يستطيع المهندس قطع الأبواب وإزالة العقبات، والسماح للاعب وفريقهم بالمضي قدما دون عوائق. تملأ اللُّعبة مجموعة متنوعة من وحوش هاف-لايف، بما في ذلك المخلوقات الغريبة مثل هيدكراب وفورتيجاونتس.
ظهر في اللُّعبة مُجموعة مُتنوعة من الشخصيات الغريبة الجديدة من غير اللاعبين، المسماة «راسي إكس»، وغالبًا ما تشارك في قتال مع الكائنات الفضائية من زن. كما يواجه اللاعب خصومًا بشريين من وحدات العمليات السوداء الذين تم إرسالهم لتدمير المركز في أعقاب فشل مشاة البحرية الأمريكية في القضاء على التهديد الأجنبي. تم تخصيص مجموعة محدودة من أسلحة هاف-لايف للاعب للدفاع عن نفسه، على الرغم من وجود العديد من الأسلحة الجديدة مثل بندقية القنص، وسكين القتال، ومجموعة مُتنوعة من الأسلحة الفضائية في اللُّعبة.

## مُوجز اللُّعبة

### خلفية عن القصَّة
تقع أحداث لُعبة أوبوزينغ فورس في نفس الموقع والإطار الزمني للُعبة هاف-لايف. تدور أحداث هاف-لايف في مختبر يسمى مركز بلاك ميسا للأبحاث، الواقع في صحراء نائية في نيو مكسيكو. في هاف-لايف، يتحكم اللاعب بغوردون فريمان، وهو عالم مُتورط في حادث فتح بوابة مُتعددة الأبعاد لعالم يسمى زن، مما يسمح للمخلوقات الغريبة من هذا العالم بمهاجمة المركز. يوجه اللاعب فريمان في محاولة للهروب من المركز وإغلاق البوابة، وفي النهاية يُسافر إلى زن للقيام بذلك. تدور أحداث اللُّعبة في اماكن وأحداث هاف-لايف ولكن من منظور بطل أخر. يتحكم اللاعب بأدريان شيبارد، وهو عريف في مشاة البحرية الأمريكية تم تعيينه في وحدة مُكافحة البيئة الخطرة، وهي وحدة متخصصة أرسلتها الحكومة إلى بلاك ميسا لقمع التهديد وإسكات جميع الشهود. ومع ذلك، بعد عزل شيبارد عن زملائه من مشاة البحرية، يجب أن يتحالف مع أفراد بلاك ميسا ويحاول الهروب من القاعدة.

### القصَّة
تبدأ أوبوزينغ فورس بشيفارد وهو على متن طائرة في-22 أوسبري مع فرقته. وقد انزعج إلى حد ما لأنه لم يتم إخبارهم بسبب مجيئهم إِلى المركز. ومع ذلك اقتربوا من منطقة الهبوط الخاصة بهم في بلاك سيما، وفجئة تهاجم المخلوقات الفضائية بطائرة تشكيل اوسبري، مما تسبب في تحطم طائرة شيفارد على الأرض. يستعيد شيفارد وعيه، ويتم نقله إِلى قسم بلاك سيما الطبي، الذي يرعاه، ويعلم أن مُشاة البحرية يتعرضون للهجوم من قبل مخلوقات فضائية من زن وقد صدرت أوامر بالانسحاب. وبالتالي، يغادر شيبارد للوصول إلى نقطة الانسحاب والهروب من المنشأة. ولكن تم نتع شيفارد من الوصول إلى نقطة الانسحاب من قبل جي-مان الغامض، مما أجبر الطاقم على المغادرة بدونه.
يتعاون مشاة البحرية الناجيون مع شيبارد ويُحاولون الوصول إلى نقطة انسحاب أخرى بالقرب من مجمع لامدا في بلاك ميسا، لكنهم في الطريق يتعرضون لهجوم من وحدات العمليات السوداء التي تسعى لاحتواء الموقف تمامًا والقضاء على جميع الناجين. وصل شيبارد إلى مجمع لامدا على قيد الحياة، ويرى لفترة وجيزة أن غوردون فريمان هو الذي ينتقل عن بعد إلى زن في المراحل الأخيرة من هاف-لايف. للهروب من غرفة النقل الآني، يُجبر شيبارد على الدخول إلى بوابة مُنفصلة، ونقله لفترة وجيزة إلى زن قبل إيداعه في منطقة مُختلفة تمامًا من المركز. وسرعان ما أصبح من الواضح أن السلالة الفضائية الجديدة، راسي أكس قد استغلت الموقف لشن غزو، مُهاجمة كُلُّ من القوات البشرية وقوات زن في بلاك سيما بشكل عشوائي. يشتد القتال بين وحدات العمليات السوداء وراسي أكس بسرعة.
سرعان ما واجه شيبارد المزيد من الوحدات البحرية التي تقطعت بها السبل في حطام القاعدة، ويُحاول اختراق وحدات العمليات السوداء للوصول إلى نقطة الهروب، لكنه يُواجه مُقاومة شديدة من كُلُّ من راسي أكس، ووحدات العمليات السوداء. كشف أحد الحراس الناجين من بلاك سيما لشيبارد أن وحدات العمليات السوداء يعتزمون على تفجير سلاح نووي في المركز، وبالتالي قتل كُلُّ شيء فيه. بعد إيقاف الوحدات الشوداء بنجاح، نزع شيبارد السلاح من الجهاز وانتقل إلى مناطق التخزين القريبة، عازمًا على الهروب. لكن جي-مان يعيد تسليح الجهاز عندما يغادر شيبارد. أصبحت وحدة التخزين ساحة معركة كثيفة بين راسي أكس، والوحدات السوداء، وعلى الرغم من تمكن شيبارد من التهرب منهم، فقد أبلغه حارس أمن آخر أن شيئًا كبيرًا جدًا قادم من خلال بوابة غريبة تسد مسار الخروج.
في البوابة اكتشف شيبارد دودة جينية، مخلوق ضخم يسهل غزو راسي أكس. قام شيبارد بجرح المخلوق وإخراجه من خلال الثقب الدودي، ولكن بعد ذلك بقليل يتم نقله عن بعد إلى اوسبري بواسطة جي-مان. بينما يهنئ جي-مان شيبارد على إنجازاته، تنفجر القنبلة النووية في الخلفية، مما يؤدي إلى تدمير بلاك سيما. تنتهي اللُّعبة مع قيام جي-مان باحتجاز شيبارد في مكان ما حيث لا يستطيع إخبار أي شخص بما رآه ولا يمكن أن يتعرض للأذى، في انتظار المساعدة.

## التطوير
تم الإعلان عن اللُّعبة بواسطة من شركة غيربوكس سوفتوير في 15 أبريل 1999. صرح المنتج، والمخرج راندي بيتشفورد في بيان صحفي بأن «هدفنا الأول هو الحفاظ على تكامل هاف-لايف وتقديم تجارب جديدة تُوسع من الإحساس بالأصل». لاسم غيربوكس سوفتوير معنى مزدوج، حيث يشير إلى حقيقة أن اللاعب هو أحد الأعداء في اللُّعبة الأصلية، وكذلك إٍلى قانون نيوتن الثالث للحركة. في مُقابلة لآحقة، صرح بيتشفورد أنه يعتقد أن فالف عرضت على غيربوكس الفرصة لتحقيق توسعة هاف-لايف كانت من رغبة «التركيز على أعمالهم المستقبلية». بالإضافة إلى ذلك، علق بيتشفورد على أن فالف، وغيربوكس قد اتفقا على عدم «تعديل شديد» لمحرك اللُّعبة الذي يستخدمه هاف-لافي، وأوبوزينغ فورس لأنه «يخاطر بكسر كُلُّ العمل الرائع» الذي كان مُجتمع المحتوى المخصص للُّعبة يصنعه. تم الكشف عن معلومات جوهرية في تطوير أوبوزينغ فورس، بالإضافة إِلى مواقع وشخصيات وقصَّة جديدة في مؤتمر معرض الترفيه الإلكتروني عام 1999. تم إنشاء الموقع الرسمي أوبوزينغ فورس، الذي استضافه الناشر سييرا إنترتينمنت على الإنترنت في يوليو 1999.
على مدار تطور اللثعبة، جلبت غيربوكس مواهب خارجية مُتنوعة للمساعدة في تصميم بعض جوانب اللُّعبة. في يونيو 1999، أعلنت غيربوكس أن المُصمم ريتشارد غراي سيساعد في تطوير الجزء الخاص بتعدد اللاعبين. انضم العديد من المصممين الآخرين لاحقًا إلى المشروع في سبتمبر 1999، مع خبرة جماعية من تطوير دايكاتانا، وكوايك 2، ودوم، وشادو واريور. في الشهرين التاليين، تم الكشف عن إصدارات إعلامية تعرض مجموعة مُتنوعة من لقطات الشاشة. تم إصدار اللُّعبة في 19 نوفمبر 1999. أصدر غيربوكس لاحقًا تحديثًا مُتعدد اللاعبين في مايو 2000، مضيفًا التقاط وضع العلم إلى اللُّعبة، إلى جانب عناصر مُختلفة لمرافقة الوضع الجديد. تم إصدار المعارضة في وقت لاحق على منصة ستيم الخاص بفالف.. تم نشر أوبوزينغ فورس كجزء من مجموعة هاف-لايف: جينيرايش في سييرا في عام 2002، وكجزء من هاف-لايف: 1 أنتولوجي من فالف، وإلكترونيك آرتس في 26 سبتمبر 2005.

## وصلات خارجية
- الموقع الرسمي المؤرشف